# Pogman
Pogman è la mascotte rappresentata sulla maggior parte dei Pog venduti in Italia all'inizio degli anni novanta principalmente ad opera della World Pog Federation.
Si tratta di un buffo personaggio antropomorfo, simile ad uno Yeti, molto peloso e con un grande sorriso. Nelle tre serie a lui dedicate questo personaggio viene rappresentato in svariati contesti: in giro per il mondo sui monumenti più famosi, mentre svolge ogni tipo di lavoro, in diversi sport e nella Preistoria.